# 23444 Kukučín
23444 Kukučín este un asteroid din centura principală, descoperit pe 5 octombrie 1986, de Milan Antal.